# يوليوس مارينوس
يوليوس مارينوس هو والد الإمبراطور الروماني ذو الأصل العربي فيليب العربي وشقيقه جايوس يوليوس بريسكوس.  وقد كان يوليوس مارينوس مؤلها من قبل ابنه الإمبراطور. ويرى الباحث بات ساوثرن أن هذا التعظيم كان غير عادي؛ لأن مارينوس لم يكن إمبراطورا، ولكن هذا التأليه أعطى عهد الإمبراطور فيليب مزيداً من الشرعية.

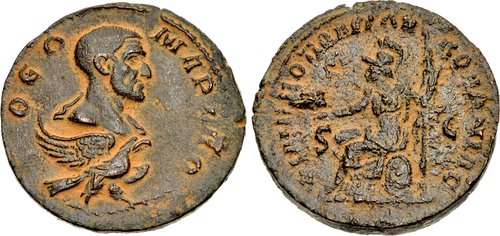
عملة رومانية تعود لعهد الامبراطور فيليب العربي، وتظهر فيها صورة يوليوس مارينوس.

كان يوليوس ماينوس مواطناً رومانياً من شهبا والتي تبعد حوالي 55 ميلا (8955 ميل (89 كـم) جنوب شرق دمشق، والتي تقع في اللجاة، والتي أصبحت فيما بعد جزءاً الولاية العربية الرومانية.
على أرض الواقع، لعل مارينوس كان من يحظى ببعض الأهمية. ويرى العديد من المؤرخين أن الإمبراطور فيليب قد اكتسب المواطنة الرومانية بالفعل من خلال والده مارينوس.